# Pakistanische Cricket-Nationalmannschaft in Australien in der Saison 2016/17
Die Tour der pakistanischen Cricket-Nationalmannschaft nach Australien in der Saison 2016/17 fand vom 15. Dezember 2016 bis zum 26. Januar 2017 statt. Die internationale Cricket-Tour war Bestandteil der Internationalen Cricket-Saison 2016/17 und umfasste drei Tests und fünf ODIs. Australien gewann die Test-Serie 3–0 und die ODI-Serie 4–1.

## Vorgeschichte
Australien bestritt zuletzt eine Tour gegen Neuseeland, Pakistan in Neuseeland. Das letzte Aufeinandertreffen der beiden Mannschaften bei einer Tour fand in der Saison 2014/15 in den Vereinigten Arabischen Emiraten statt. Der Test in Brisbane wurde bei dieser Tour als Tag-Nacht-Test ausgetragen.

## Stadien
Die folgenden Stadien wurden für die Tour als Austragungsort vorgesehen.
| Stadion                  | Stadt     | Kapazität | Spiele          |
| ------------------------ | --------- | --------- | --------------- |
| Adelaide Oval            | Adelaide  | 53.583    | 5. ODI          |
| The Gabba                | Brisbane  | 42.000    | 1. Test; 1. ODI |
| Melbourne Cricket Ground | Melbourne | 100.024   | 2. Test; 2. ODI |
| WACA Ground              | Perth     | 20.000    | 3. ODI          |
| Sydney Cricket Ground    | Sydney    | 48.000    | 3. Test; 4. ODI |

## Kaderlisten
Pakistan benannte seinen Test-Kader am 28. November und seinen ODI-Kader am 30. Dezember 2016.
Australien benannte seinen Test-Kader am 6. Dezember 2016 und seinen ODI-Kader am 7. Januar 2017.
| Test | Test | ODI | ODI |
| Australien | Pakistan | Australien | Pakistan |
| --- | --- | --- | --- |
| - Steve Smith (K) - Ashton Agar - Hackson Bird - Hilton Cartwright - Peter Handscomb - Josh Hazlewood - Usman Khawaja - Nathan Lyon - Steve O’Keefe - Nic Maddinson - Matt Renshaw - Chadd Sayers - Mitchell Starc - Matthew Wade (wk) - David Warner | - Misbah-ul-Haq (K) - Asad Shafiq - Azhar Ali - Babar Azam - Imran Khan - Mohammad Amir - Mohammad Nawaz - Mohammad Rizwan - Rahat Ali - Sami Aslam - Sarfraz Ahmed (wk) - Sharjeel Khan - Sohail Khan - Wahab Riaz - Yasir Shah - Younis Khan | - Steve Smith (K) - David Warner (VK) - Pat Cummins - James Faulkner - Peter Handscomb - Josh Hazlewood - Travis Head - Usman Khawaja - Chris Lynn - Glenn Maxwell - Mitchell Marsh - Billy Stanlake - Mitchell Starc - Marcus Stoinis - Adam Zampa - Matthew Wade (wk) | - Azhar Ali (K) - Asad Shafiq - Babar Azam - Hasan Ali - Imad Wasim - Junaid Khan - Mohammad Amir - Mohammad Hafeez - Mohammad Iran - Mohammad Nawaz - Mohammad Rizwan (wk) - Rahat Ali - Sarfraz Ahmed - Sharjeel Khan - Shoaib Malik - Umar Akmal - Wahab Riaz |

## Tests

### Erster Test in Brisbane
| 15. – 19. Dezember Scorecard | Brisbane | Australien 429 (130.1) & 202-5d (39) | – | Pakistan 142 (55) & 450 (145) |
|                              |          | Australien gewinnt mit 39 Runs       |   |                               |

### Zweiter Test in Melbourne
| 26. – 30. Dezember Scorecard | Melbourne | Pakistan 443-9d (126.3) & 163 (53.2)             | – | Australien 624-8d (142) |
|                              |           | Australien gewinnt mit einem Innings und 18 Runs |   |                         |

### Dritter Test in Sydney
| 3. – 7. Januar Scorecard | Sydney | Australien 538-8d (135) & 241-2d (32) | – | Pakistan 315 (110.3) & 244 (80.2) |
|                          |        | Australien gewinnt mit 220 Runs       |   |                                   |

Dem Australier David Warner gelang es als erst fünfter Spieler überhaupt in der ersten Session am Eröffnungstag ein Century zu erzielen.

## One-Day Internationals

### Erstes ODI in Brisbane
| 13. Januar Scorecard | Brisbane | Australien 268-9 (50)          | – | Pakistan 176 (42.4) |
|                      |          | Australien gewinnt mit 92 Runs |   |                     |

### Zweites ODI in Melbourne
| 15. Januar Scorecard | Melbourne | Australien 220 (48.2)          | – | Pakistan 221-4 (47.4) |
|                      |           | Pakistan gewinnt mit 6 Wickets |   |                       |

### Drittes ODI in Perth
| 19. Januar Scorecard | Perth | Pakistan 263-7 (50)              | – | Australien 265-3 (45) |
|                      |       | Australien gewinnt mit 7 Wickets |   |                       |

### Viertes ODI in Sydney
| 22. Januar Scorecard | Sydney | Australien 353-6 (50)          | – | Pakistan 267 (43.5) |
|                      |        | Australien gewinnt mit 86 Runs |   |                     |

### Fünftes ODI in Adelaide
| 26. Januar Scorecard | Adelaide | Australien 369-7 (50)          | – | Pakistan 312 (49.1) |
|                      |          | Australien gewinnt mit 57 Runs |   |                     |

Der pakistanische Kapitän Azhar Ali wurde auf Grund zu langsamer Spielweise seines Teams mit einer Geld- und Spielstrafe belegt.